# Peter Isler

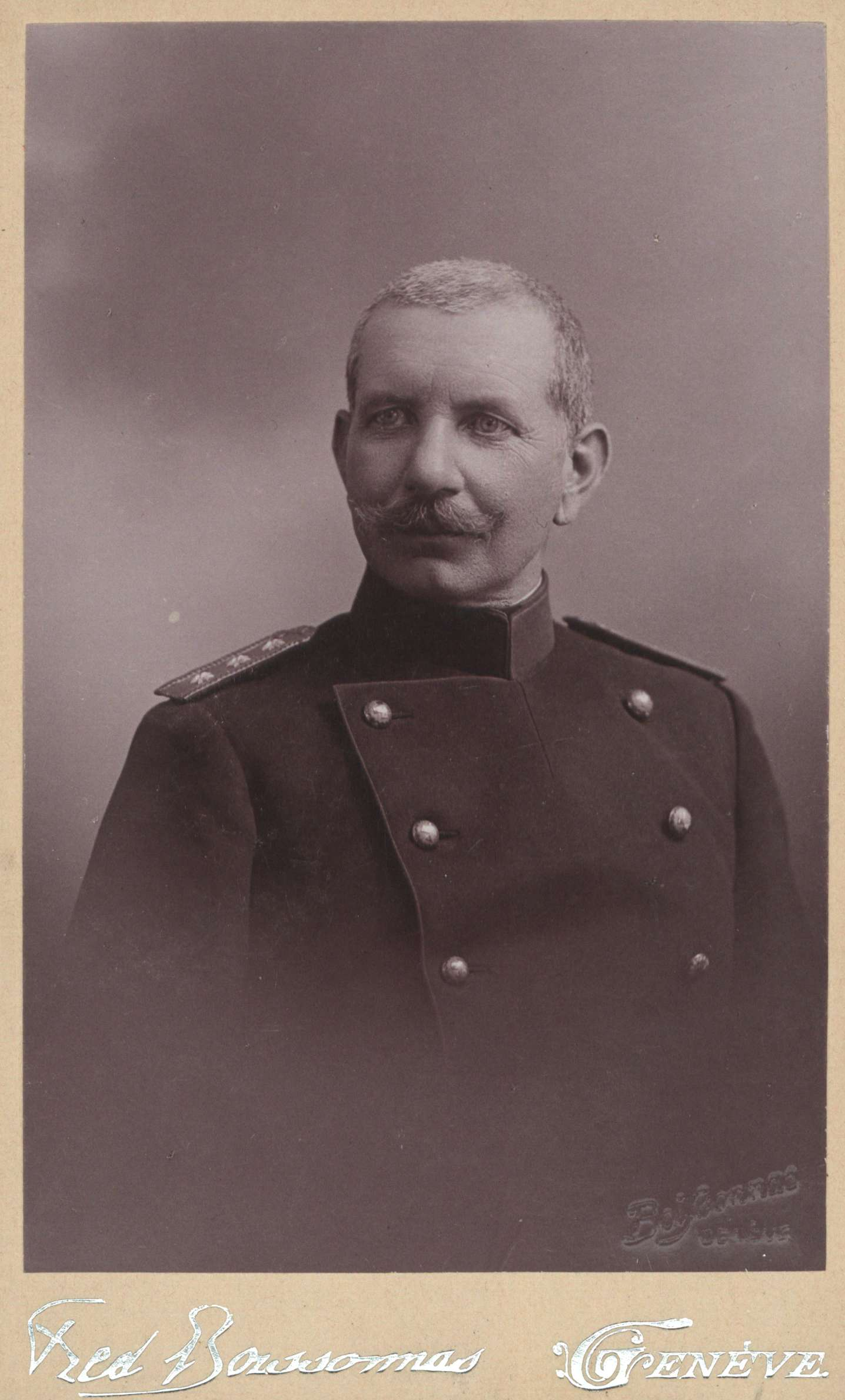
Peter Isler (etwa 1902)

Peter Isler (* 24. Dezember 1847; † 2. Januar 1921; heimatberechtigt in Wagenhausen) war ein Schweizer Berufsoffizier (Korpskommandant).

## Leben
Isler arbeitete als Sekundarlehrer, ehe er 1870 in die Schweizer Armee wechselte, wo er als Instruktor arbeitete. Er war ab dem Jahre 1875 Offizier im Generalstab und wurde 1888 zum Oberst befördert. Er war 1896 als Ausbildungschef der Infanterie tätig und hatte von 1904 bis 1920 die Funktion als Waffenchef der Infanterie inne.
Von 1901 bis 1905 kommandierte er die 1. Division und war 1909 Kommandant des 4. Armeekorps. Nach dem Tod von Arthur Techtermann im selben Jahr übernahm er die Führung des 1. Armeekorps und übte diese Position bis 1912 aus.
Bei der Generalswahl vom 3. August 1914 wurde er als einer von vier Kandidaten gehandelt. Aufgrund seines hohen Alters gegenüber den anderen Kandidaten hatte er aber keine Chance zum General gewählt zu werden. Er nahm während des Ersten Weltkriegs eine frankreichfreundliche Position ein.